# Žíhaní bratři: Mangustí gang
Žíhaní bratři: Mangustí gang (v anglickém originále Banded Brothers: The Mongoose Mob) je dokumentární seriál televize BBC o mangustách žíhaných v Národním parku královny Alžběty v Ugandě. Seriál pozoruje život těchto šelmiček, sleduje jejich boje o území apod. Česky bývá vysílán např. na Viasat Nature.